# Henri Battais
Henri Battais est un coureur cycliste français né le 30 janvier 1937 à Vendel (Ille-et-Vilaine), professionnel dans les années 1960.

## Biographie
Il débute dans le cyclisme en 1954,. Il rentre d'Algérie en 1959 après deux ans de service militaire. Il accomplit une bonne saison 1960, où il termine quatrième de l'Essor breton et remporte une étape du Circuit des Trois Provinces. Il passe professionnel l'année suivante chez Alcyon-Leroux avec l'appui de Joseph Groussard. Cette même année 1961, il se classe quatrième du Circuit de l'Armorique. Après une année courue en indépendant, il passe deux saisons chez Bertin-Porter 39-Milremo en 1963-64. Cette dernière année chez les pros, il termine huitième du Grand Prix de Plouay.

## Palmarès
- 1955
  - 2e du Grand Prix des Jeunes de l'Ouest (à Vitré)

- 1956
  - 2e du championnat de Bretagne des Sociétés (avec le CC Fougères)
  - 3e du Circuit des Angevines

- 1957
  - 2e du championnat de Bretagne des Sociétés

- 1960
  -  Champion de Bretagne des Sociétés (avec le CC Fougères)
  - Circuit du Bon Accueil des Jeunes de l'Ouest
  - 2e étape du Circuit des Trois Provinces (contre-la-montre)

- 1965
  - Boucles restériennes